# Wołodymyr Szaćkych
Wołodymyr Wołodymyrowycz Szaćkych (ukr. Володимир Володимирович Шацьких; ur. 2 lipca 1981) – ukraiński zapaśnik w stylu klasycznym. Dwukrotny olimpijczyk. Trzynasty w Atenach 2004 i piętnasty w Pekinie 2008. Startował w kategorii 74 kg. Złoty medal na mistrzostwach świata w 2006, czwarty w 2002, piąty w 2003. Zdobył srebrny medal na mistrzostwach Europy w 2009. Mistrz świata juniorów w 2000 roku.